# Alojz Knafelc
Alojz Knafelc, slovenski kartograf in planinec, iznajditelj slovenske planinske markacije, * 23. junij 1859 Šmihel pri Novem mestu, † 26. april 1937, Ljubljana.

## Življenje
Oče mu je bil Franc Knaflic, mati mu je bila Marija (rojena Finks).
Po končani gimnaziji je služboval kot učitelj, potem pa je kot risar sodeloval pri konstrukciji železniške povezave med Hrpeljami in Kozino, kjer je skrbel za različne oznake in merne table. Ko je bil premeščen v Beljak, je bil leta 1900 med ustanovitelji ziljske podružnice SPD. Med 1906 in 1915 je služboval v Trstu, potem pa do upokojitve leta 1922 na Češkem in v Zagrebu. Leta 1922 je postal načelnik markacijskega odseka SPD, 1923 sam prebarval celoten Aljažev stolp. Leto prej je za Planinski vestnik napisal navodila za markiranje poti in izdelavo smerokazov, ki so 1924 izšla v samostojni publikaciji. Knafelčev seznam smerokazov je leta 1936 obsegal natančno 466 tabel. Od 1928 do smrti je bil oskrbnik Koče pri Triglavskih jezerih, na kar opozarja spominska plošča na skali ob jezeru. Narisal je vrsto grebenskih kart, med drugim Julijcev, in Kamniških Alp, ter zemljevida Bleda in Roža.
Knafelčeve markacije predstavljene leta 1922, so bele pike, obdane z rdečim kolobarjem. Njihova velikost je med 8 in 10 centimetri, medtem ko je razmerje med rdečo in belo piko v prečnem prerezu 1:2. Uporabljajo se za večino slovenskih poti, razen za evropski pešpoti E6 in E7, nanje naletimo tudi na planinskih poteh po državah nekdanje Jugoslavije. Predpisuje jih Zakon o planinskih poteh (2007). Po Knafelcu se imenujeta planinski priznanji Knafelčeva diploma (1960-) in Knafelčevo priznanje (2004-). Pošta Slovenije je ob 150-letnici njegovega rojstva izdala znamko in priložnostni žig z njegovim imenom.

## Zemljevidi
- Julijske Alpe (1910, 1923, 1936, 1939, 1963) (COBISS)
- Okrožje Trsta (1912) (COBISS)
- Železnička karta Kraljevine Srba, Hrvata i Slovenaca (1924) (COBISS)
- Navodila za jednotno markiranje potov (1924) (COBISS)
- Karavanke (1930, 1937) (COBISS)
- Zasavje (1937) (COBISS)